# غاثتيلو (لاعب كرة قدم)
غاثتيلو (بالإسبانية: Gaztelu)‏ هو لاعب كرة قدم إسباني في مركز الوسط، ولد في 23 أغسطس 1946 في فيرغارا في إسبانيا، وتوفي بنفس المكان في 30 ديسمبر 2020. شارك مع منتخب إسبانيا تحت 23 سنة لكرة القدم ومنتخب إسبانيا لكرة القدم. أما مع النوادي، فقد لعب مع ريال سوسيداد ب وريال سوسيداد.

## وصلات خارجية
- غاثتيلو على موقع قاعدة بيانات كرة القدم.إي يو (الإنجليزية)
- غاثتيلو على موقع ناشيونال فوتبول تيمز (الإنجليزية)